# Mount Mullen
Mount Mullen ist ein 2400 m hoher Berg mit Doppelgipfel im westantarktischen Ellsworthland. Er ragt 4 km ostsüdöstlich des Mount Milton im südlichen Teil der Sentinel Range des Ellsworthgebirges auf. Der Berg bildet die Wasserscheide zwischen dem Kornicker-Gletscher und dem Wessbecher-Gletscher. Er ist die höchste Erhebung in den Petvar Heights.
Das Advisory Committee on Antarctic Names benannte ihn im Jahr 2006 nach Roy R. Mullen, einem Mitarbeiter des United States Geological Survey zwischen 1960 und 1995 und Repräsentant des Survey im Wissenschaftlichen Ausschuss für Antarktisforschung.